# Pararobertsonia
Pararobertsonia är ett släkte av kräftdjur. Pararobertsonia ingår i familjen Diosaccidae.
Kladogram enligt Catalogue of Life:
| Pararobertsonia | \| \| Pararobertsonia abyssi \| \| \| \| \| \| Pararobertsonia chesapeakensis \| \| \| \| |
|                 | \| \| Pararobertsonia abyssi \| \| \| \| \| \| Pararobertsonia chesapeakensis \| \| \| \| |
|                 | Pararobertsonia abyssi                                                                    |
|                 |                                                                                           |
|                 | Pararobertsonia chesapeakensis                                                            |
|                 |                                                                                           |